# Fantassin à équipements et liaisons intégrés
 (août 2016).

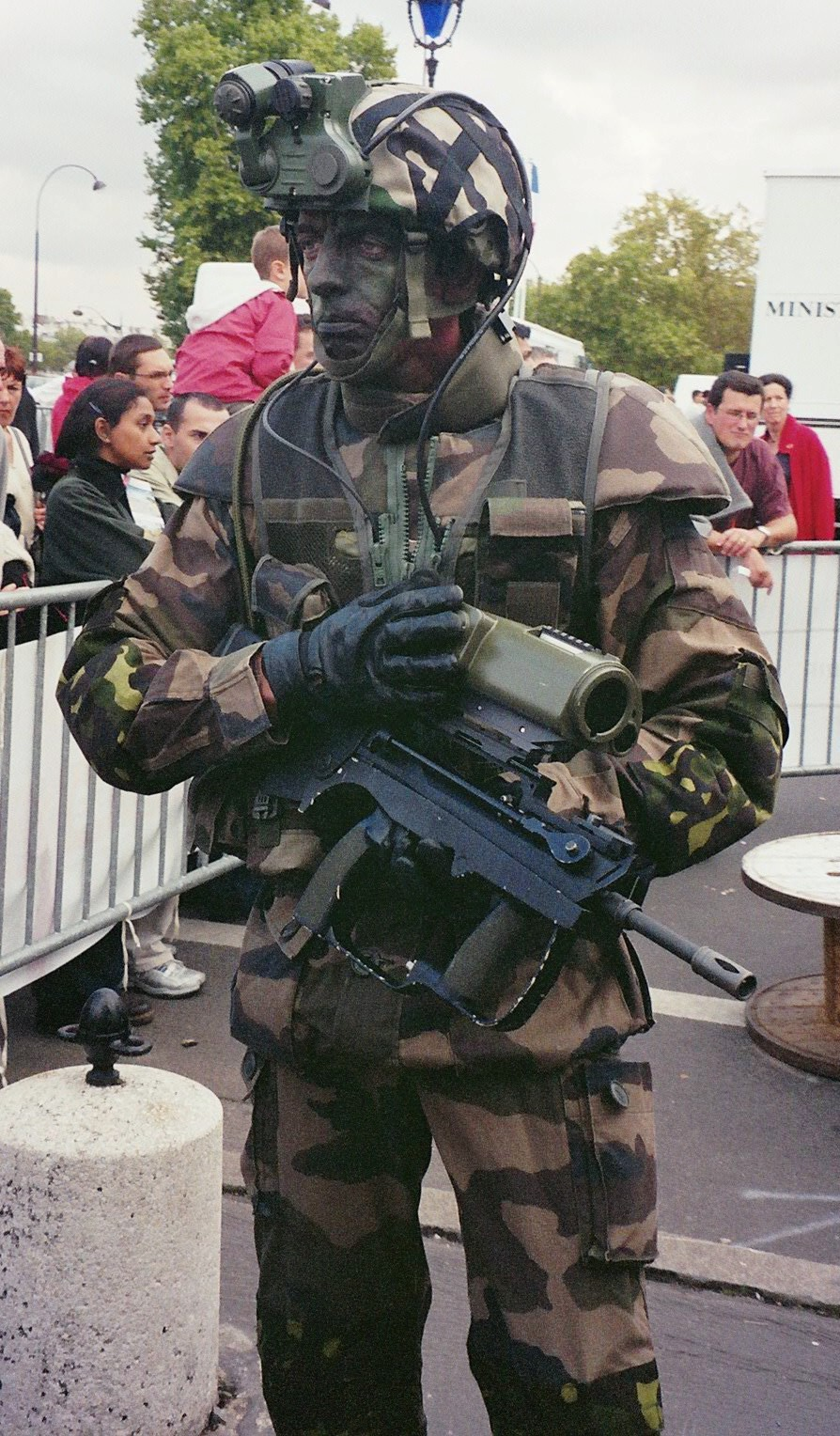
Exemple d'un fantassin français équipé d'un prototype FÉLIN en 2005.

Le FÉLIN, acronyme de « Fantassin à équipements et liaisons intégrés », est le nom donné à un système de combat individuel destiné aux soldats de l'Armée de terre française. Ce programme, développé à partir du milieu des années 1990 par la société Safran Electronics & Defense, permet d'améliorer cinq fonctions essentielles : la communication, l'observation, la létalité, la protection, et enfin la mobilité et le soutien du soldat.
Le système présente aussi une compatibilité améliorée avec les systèmes d'arme, les équipements, véhicules et aéronefs déjà en dotation dans l'Armée de terre, tels que le lance-roquette AT4CS, les postes de tir missile MILAN et ERYX, les véhicules de transport blindés VAB et VHM, le véhicule de combat d'infanterie VBCI et les hélicoptères NH90 et Super Puma.

## Historique
Entre 1995 et 2000, un programme d'études en amont de la Direction générale de l'Armement (DGA), mené par le Groupement d'étude du combattant débarqué (GECAD), permet la réalisation d'un démonstrateur d'étude (appelé « démonstrateur de faisabilité ») principalement centré sur les communications, l'observation (en conditions diurnes et nocturnes), la protection (dont la discrétion visuelle et acoustique), l'autonomie en énergie et la mobilité (poids de l'équipement, ergonomie, mobilité). Celui-ci, grâce à des essais sélectifs en laboratoire et sur le terrain, apporte la preuve qu'à l'horizon 2000-2005, les technologies choisies seraient suffisamment matures pour envisager le développement d'un véritable système-combattant individuel.
La phase de définition du système se poursuit en 2001 par la réalisation d'un démonstrateur technologique ECAD (pour « Équipement du combattant débarqué ») réalisé par la société Thales. Cette phase avait pour objectifs de reprendre la conception du système, de façon à tirer profit des essais du démonstrateur initial, et de mettre en concurrence les divers groupes industriels européens susceptibles d'assurer le développement d'un programme de cette ampleur.
En 2000, plusieurs phases d'essais comparatives, mettant en œuvre des exercices tactiques dans des centres d’entraînement, sont conduites par la Section technique de l'Armée de Terre (STAT) et la DGA, à l'aide de groupes de combattants équipés de l'équipement ECAD et de groupes de combat non équipés.
Ces essais concluants démontent les gains en capacité opérationnelle d'un système de combat individuel, alors même que celui-ci n'était pas optimisé en matière de masse, de volume, d'autonomie en énergie, ou bien au sujet de sa résistance vis-à-vis des contraintes environnementales.
En mars 2004, à l'issue du lancement d'un appel d'offres international de la DGA, la société française Sagem Défense Sécurité est désignée pour réaliser le programme FÉLIN.
La démarche choisie pour le développement du programme FÉLIN est l'approche « système », par un développement parallèle de tous les équipements concourant à l'amélioration des cinq fonctions opérationnelles majeures (mobilité, protection, agression, communication, observation). 
Après six mois d'évaluations technique et opérationnelle, menée par quatre types de régiments d'infanterie en Guyane, à Djibouti, en montagne, dans des centres de tirs opérationnels, ainsi qu'au Centre d’entraînement aux actions en zone urbaine (CENZUB), l'Armée française passe en 2009 sa commande globale de 22 588 systèmes ; le projet de loi de programmation militaire 2014-2020 prévoit seulement 18 552 exemplaires à l’issue de celle-ci. 
Les premiers systèmes FÉLIN sont livrés à l'Armée de terre en mai 2010 et en septembre 2010 au 1er régiment d'infanterie de Sarrebourg, premier régiment équipé. Depuis, le 13e bataillon de chasseurs alpins de Chambéry a été doté en janvier 2011, puis le 16e bataillon de chasseurs de Bitche en mai 2011. En décembre 2014, 17 régiments d'infanterie sont ainsi équipés[réf. nécessaire].
Le programme FÉLIN a été expérimenté par l'Armée française au Sahel dans le cadre de l'opération Barkhane, emploi sur le champ de bataille qui lui permet d’acquérir le label « Combat Proven » (testé au combat), décisif sur le marché mondial de l’armement. En 2015, le général Vincent Desportes décrivait l'opération comme « un formidable levier pour l’export » de ce type d'armement.

## Description

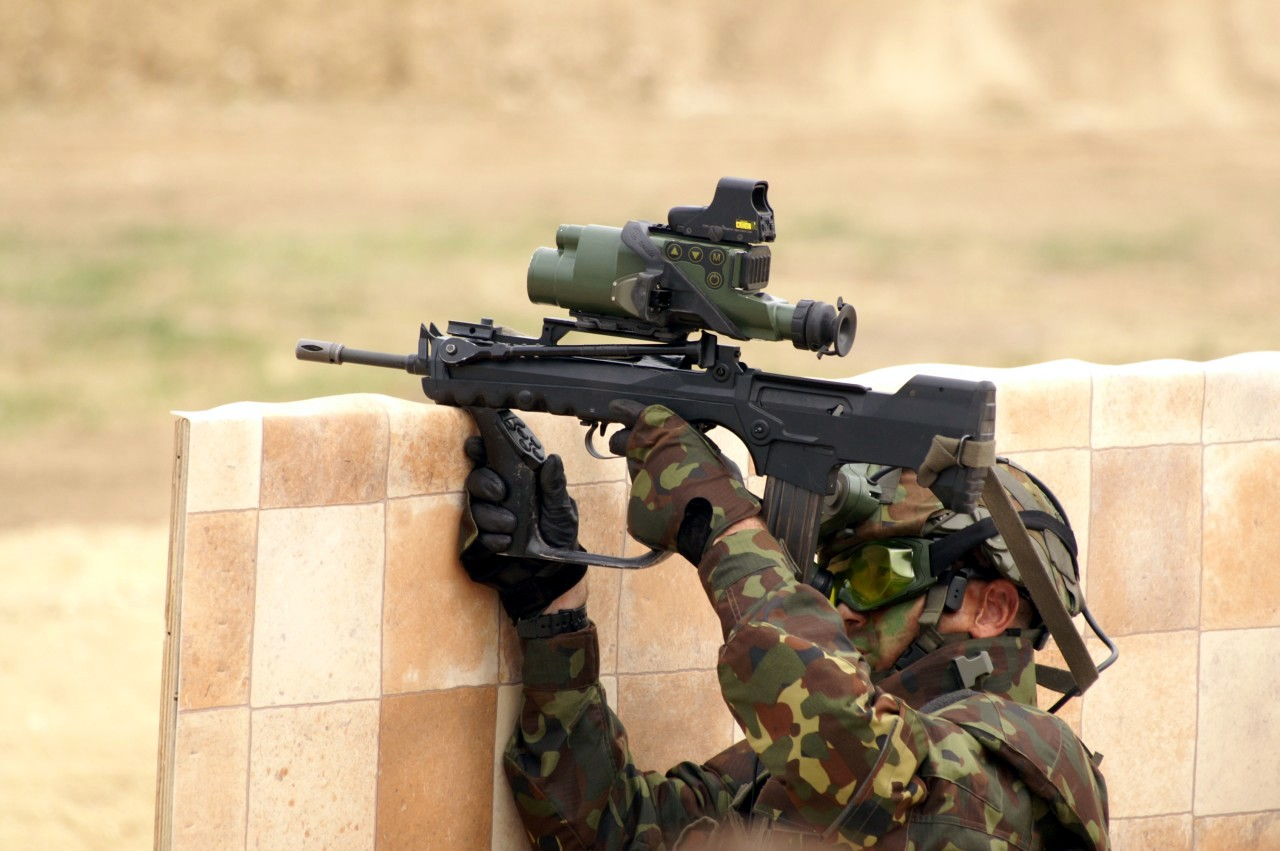
Les systèmes électroniques permettent le tir en restant à couvert.

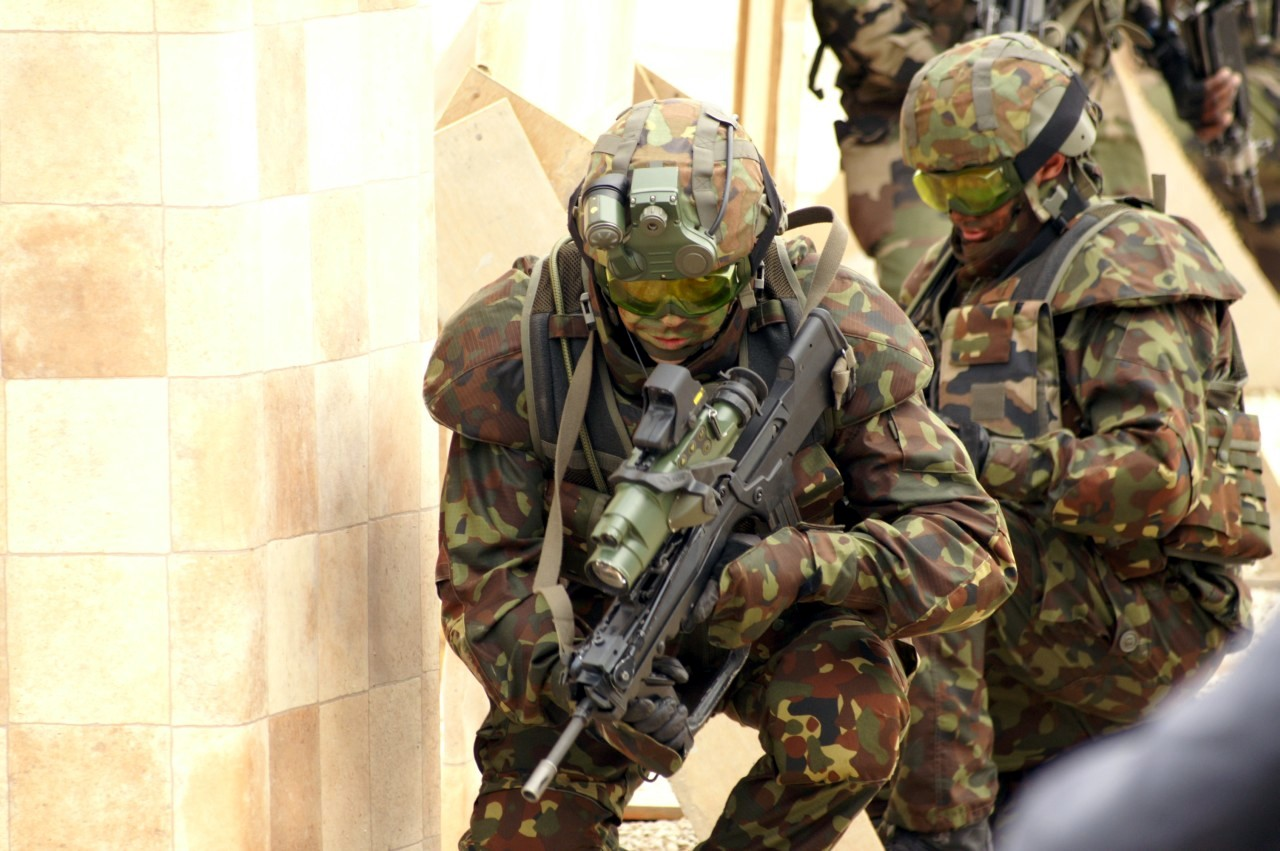
Démonstration en 2006. L'équipement final est plus léger.

Le FÉLIN est le fantassin du futur (en) français. C’est l’équivalent du Future Force Warrior (en) américain, du programme Ratnik russe, du Future Integrated Soldier Technology (en) britannique, etc.. La Russie estime que les « composantes électroniques du système Félin présentent un grand intérêt pour les militaires russes ».
Basé sur une architecture combinant deux réseaux, l'un transmettant les flux de données et l'autre permettant l'alimentation en énergie, il est constitué d'un ensemble d'équipements organisés en sous-systèmes : 
- l'armement ;
- les équipements textile de camouflage et de protection ;
- l'équipement de tête ;
- les équipements électroniques individuels ;
- les lunettes de tir et jumelles d'observation ;
- le système d'information tactique ;
- le kit d'intégration dans les véhicules.

L’ensemble du programme (études, industrialisation, fabrication et maintenance initiale) s’élèverait à environ un milliard d’euros et l'équipement de chaque fantassin serait facturé 23 000 €.

## Détail des équipements

### Armes légères d'infanterie

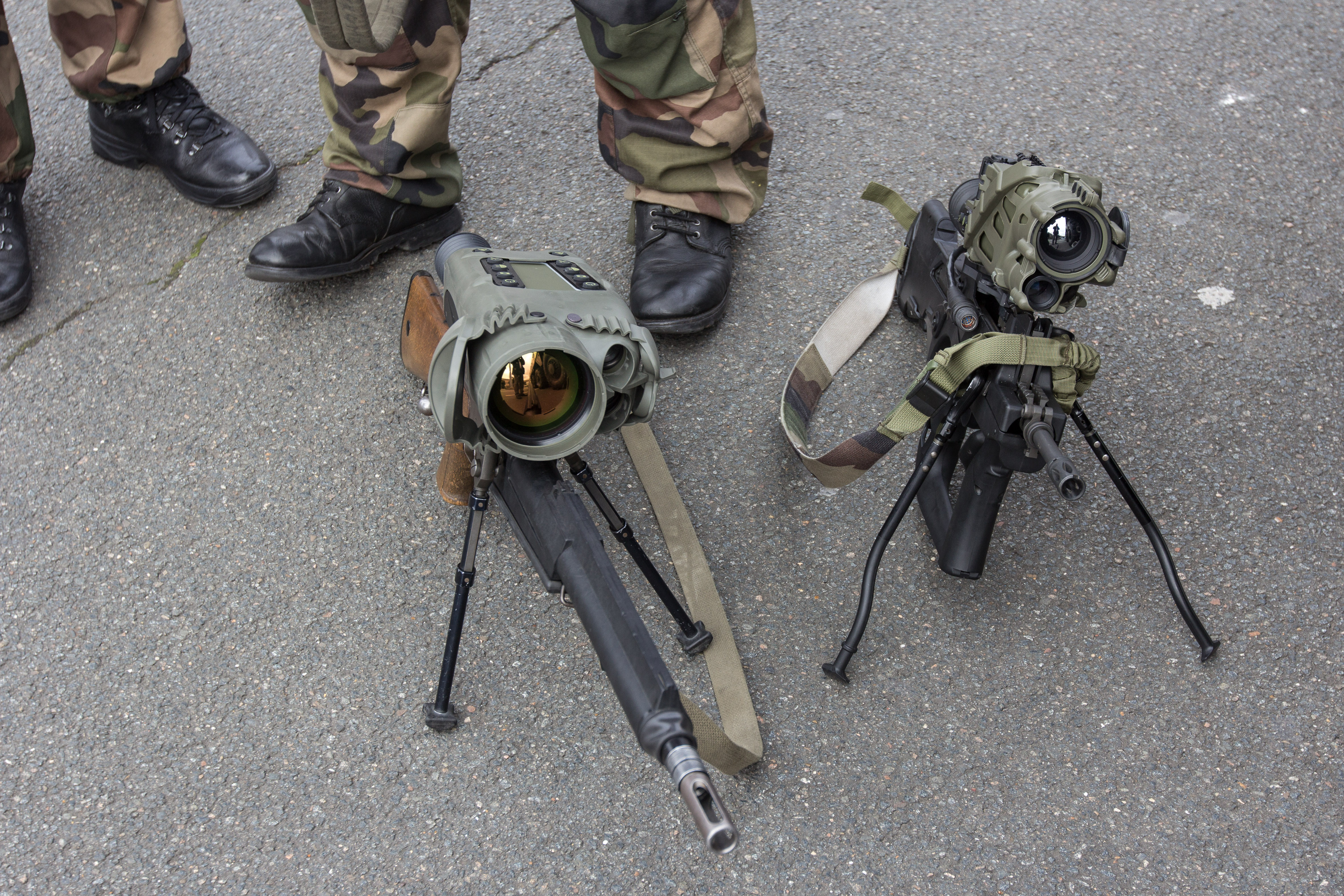
Un FR-F2 et un FAMAS équipés du système FÉLIN.

Le fusil d'assaut FAMAS, la mitrailleuse FN Minimi et le fusil de tireur de précision FR-F2 subissent des modifications permettant le montage de lunettes de tir.
Le FAMAS modèle Infanterie est adapté à la technologie FÉLIN (Nexter Mechanics). La PGMP (pour « Poignée garde main polyvalente ») du FAMAS est supprimée au profit d'un rail de type Picatinny surbaissé. L'arme reçoit de plus, une IHM (pour « Interface homme-machine ») intégrée dans une seconde poignée (Sagem Défense Sécurité), positionnée sous le fût, dont la fonction est d'assurer une tenue conforme de l'arme au combat, permettant de préserver la visée, tout en émettant un message à la radio, de changer de champ et de voie, d'envoyer une photo via la radio individuelle FÉLIN ou de générer une visée déportée, par exemple. Le pas de rayure du canon est modifié à l'occasion du remplacement du canon. 
La baïonnette FAMAS modèle F1 est remplacée par une baïonnette multifonctions (Extrema Ratio). La baïonnette du FAMAS type FÉLIN est ainsi dérivée du couteau de combat modèle « Fulcrum » par l'ajout d'une interface mécanique permettant de l'accrocher sur le canon de l'arme, d'un traitement de surface durci, à base de cobalt, appliqué sur la lame, enfin par la modification de son fourreau textile. 
La mitrailleuse FN Minimi voit le remplacement de son couvercle d'alimentation (compatible du système de montage au standard OTAN) par un couvercle d'alimentation équipé d'un rail Picatinny central (fabriqué par la société FN), mais préservant les éléments de visée de l'arme (œilleton et guidon). 
Le FR-F2, fusil de précision de calibre 7,62 × 51 mm se voit doté d'une interface mécanique lui permettant d'accueillir la lunette de tir FÉLIN. Celle-ci, livrée avec une interface de commande reliée par fil, peut être directement commandée par le tireur : télémétrie laser, changement de voie et de champ sont sélectionnables par le tireur sans modifier sa position de tir.
Une version FÉLIN du HK416F a été aperçue lors de la présentation de l'arme. Celle-ci reprend le même module de visée que le FAMAS.

### Uniforme
L’uniforme de base constitué d'un pantalon et d'une veste permet des mouvements aisés et une certaine capacité d’emport grâce à ses nombreuses poches. Des goussets aux coudes et aux genoux, dans lesquels s'insèrent des empiècements assurant un certain niveau de protection balistique ainsi qu'un amortissement contre les chocs, protègent les articulations du combattant. Le tissu constituant la tenue de combat subit, lors de sa fabrication, un certain nombre de traitements lui assurant une respirabilité accrue, une résistance au feu améliorée, et apporte au combattant une protection passive contre les insectes nuisibles.
Le gilet de protection balistique offre de série une protection pare-éclats et contre les munitions de 9 mm parabellum ; une protection spécifique contre les armes blanches peut y être insérée de même que des plaques rigides de protection balistique, protégeant contre les munitions de 7,62 mm perforantes.
La tenue de protection nucléaire, radiologique, biologique ou chimique (NRBC) FÉLIN permet au combattant, lors d'une attaque de ce type, de poursuivre sa mission de combat sur la zone attaquée, grâce aux fonctions techniques (les mêmes que celles de la tenue de combat) incluses dans le patronage de la tenue de protection, mais aussi grâce à sa compatibilité avec les autres équipements de combat. Sagem DS confie à la société Ouvry la fabrication de la partie protection contre les attaques NRBC du système.
La plate-forme électronique portable, intégrée dans le gilet tactique, comporte l’ensemble des ressources électroniques du gilet, le tout architecturé autour d’un bus numérique de données Firewire IEEE1394 : 
- les deux types de sources individuelles d’énergie permettent d'alimenter le système et les équipements périphériques (tels que les lunettes de tir et les jumelles). Le soldat emporte des batteries rechargeables Li-Ion (Saft/Leclanché) lui assurant 24 heures d'autonomie ;
- un écran permet au soldat de connaître sa position grâce à un GPS ou de visualiser des images transmises par la lunette optronique de son fusil[8] ;
- un calculateur gère les flux de données ainsi que l'alimentation de l'ensemble des équipements ;
- relié via la radio RIF (pour « Réseau d’Information du Fantassin ») au reste de son groupe et de sa section de combat, le fantassin peut envoyer ou recevoir des données. La communication orale, en émission et en réception, se fait par ostéophonie ;
- sur le casque en tissus aramides MSA Gallet, viennent se monter les moyens de vision déportée de jour ou de nuit.

### Vision
Sur le rail Picatinny surbaissé du FAMAS FÉLIN, est montée une lunette fonctionnant dans deux modes de fonctionnement différenciés et offrant deux grossissements : la voie diurne vidéo et la voie infrarouge thermique (ou intensifiant la lumière selon le modèle de lunette choisie). L'image restituée dans l'écran de la lunette, peut être renvoyée vers l'écran individuel situé sur la poitrine du combattant, vers les jumelles de vision nocturne ou vers l'écran de restitution situé sur le casque. 
La mitrailleuse FN Minimi est également dotée d’une lunette qui comporte des caractéristiques et des performances proches de celle du FAMAS FÉLIN.
Le fusil de précision FR-F2 emporte une lunette de précision, dotée d'une voie optique et d'un capteur optronique infrarouge thermique dont les performances permettent de satisfaire au besoin en portée des tireurs de précision.

### Équipements annexes
Le casque de combat FÉLIN assure trois fonctions : la protection balistique de la tête, une compatibilité parfaite avec le bandeau de communication et l'emport des équipements optroniques amovibles. Il peut être équipé par ailleurs d'une visière permettant de protéger le soldat des éclats du champ de bataille. Une protection auditive, à base de bouchons d'oreille peut également être portée par le combattant.
Un masque NRBC permettant (grâce à une pipette intégrée) d’absorber de l’eau est branché, à l'aide d'un tube, à une centrale de ventilation ; celle-ci diffuse électriquement de l'air au travers des filtres du masque afin de limiter la fatigue du soldat, la buée sous le masque et les éventuelles fuites d'un masque mal ajusté, par le maintien d'une surpression.
Le bandeau de communication (indépendant du casque et fabriqué par l'entreprise française Elno) sert d’écouteurs et de microphone, fonctionnant par ostéophonie.
Les équipements optroniques sont composés d’une sur-coque, qui supporte soit une jumelle de vision nocturne (technologie à intensification de lumière), soit un restituteur appelé OVD (pour « Oculaire de vision déportée » - technologie OLED) permettant de visualiser les données et l’iconographie circulant sur le bus système, les images et la vidéo en provenance de l’arme ou de la caméra de tête. L'écran de l'OVD est fixé en position centrale sur le casque de combat, de façon qu'il puisse être amené devant l’œil droit ou gauche du fantassin, selon sa préférence.
Le combattant doté d'un équipement complet transporte en moyenne 29 kg, dont ses vivres, ses munitions et sa tenue de combat. Le poids du système FÉLIN seul est estimé entre 4 et 6 kg, selon les configurations.

### Équipements spécifiques
Le système d’information, appelé SITCOMDE (pour « Système d'information tactique du combattant débarqué ») est composé d’un calculateur et de son logiciel, d'une dalle tactile capacitive, d'une interface homme-machine, et d'une interface permettant de le connecter à un poste radio PR4G portable. Destiné aux chefs de section, il leur permet de recevoir et de transmettre de la messagerie tactique, de consulter des cartes dans différentes échelles, de suivre la géolocalisation en temps réel de leurs groupes de combat, enfin de consulter la situation tactique locale.
Les jumelles infrarouge multifonctions pour chef de groupe appelées JIM MR (pour « Jumelles infanterie multifonctions » - Middle Range) permettent, entre autres, de déterminer des secteurs d'observation, de télémétrer des objectifs et d'en transmettre les images et les coordonnées via le réseau radio FÉLIN.
Les chefs de section sont équipés, eux, de jumelles infrarouge multifonctions aux performances et aux fonctions nettement accrues, appelée JIM LR (pour Jumelles Infanterie Multifonctions - Long Range).

### Équipements collectifs
Un moyen de rechargement collectif appelé CSM (pour « Chargeur de sources multiples ») assure aussi bien le rechargement des batteries individuelles du système-combattant que celles des équipements spécifiques. Il est basé sur la technologie des piles métal/air de type aluminium/air.
Des kits véhicules (destinés aux VBCI, VAB) et VHM (Véhicule à haute mobilité), présentant une architecture commune, assurent l’alimentation électrique et le rechargement des batteries des systèmes-combattant entre les phases de combat débarqué.
Un conteneur de transport et de stockage (Hardigg Industries) est fourni avec chaque système.

## L'évolution de la version initiale
Les équipements FÉLIN suivants subissent depuis fin 2014 une évolution appelée FÉLIN V1.3 - dont les modalités sont directement issues des retours d'expérience des théâtres d'opération de l'Afghanistan et du Mali. Cette évolution est destinée à améliorer la modularité du système et à réduire sa masse globale.  
Le gilet de protection balistique voit ainsi son architecture sensiblement modifiée : ceinture balistique, gilet tactique à emport frontal, porte plaque avant et arrière, mais aussi gilet de protection valorisée de classe 4. Par ailleurs, constituant l'unique support des équipements électroniques FÉLIN, il permet la suppression du gilet textile — électronique et tactique — de la version initiale.  
Le poste radio, appelé RIF NG (poste « Radio individuelle FÉLIN de nouvelle génération »), offre une portée d'emploi améliorée par rapport à sa version d'origine, notamment sur la capacité à assurer le relayage des communications cryptées des données et en mode phonie. Sa version véhicule (appelé RLV pour « Relais véhicule ») a également subi des modifications. Enfin, un équipement radio spécifique appelé RLG (« Relais groupe ») permet d'assurer la permanence de la couverture radio, y compris dans des zones urbaines dont les infrastructures gênent la transmission des ondes.

## Dans la culture populaire
- Unité Félin, série de bande dessinée de Frédéric Zumbiehl et Gilles Laplagne.
- FELIN, unité d'infanterie lourde la plus évoluée dans le jeu vidéo Empire Earth II[10]